# Semidysderina donachui
Espèce
Semidysderina donachui est une espèce d'araignées aranéomorphes de la famille des Oonopidae.

## Distribution
Cette espèce est endémique de Colombie. Elle se rencontre dans les départements de Cesar et de Magdalena dans la sierra Nevada de Santa Marta.

## Description
Le mâle holotype mesure 2,10 mm et la femelle 2,49 mm.

## Étymologie
Cette espèce est nommée en référence au lieu de sa découverte, le río Donachui.

## Publication originale
- Platnick & Dupérré, 2011 : The Andean goblin spiders of the new genera Paradysderina and Semidysderina (Araneae, Oonopidae). Bulletin of the American Museum of Natural History, no 364, p. 1-121 (texte intégral).